# Интерцессия (литургия)
Это статья об элементе христианской литургии. О термине древнеримского права см. Интерцессия.
Интерце́ссия или хода́тайственная молитва — часть ана́форы христианской литургии, присутствующая в большинстве исторических литургий, как западных, так и восточных. Суть интерцессии — ходатайственная молитва о Церкви, о властях, о живых и умерших.

## Местоположение
Местоположение интерцессии сильно различается в разных литургических обрядах. В анафорах антиохийской традиции (византийский, западно-сирийский и армянский обряды) интерцессия расположена на последнем месте (тип анафоры — PSAEJ, где P-префация, S-Sanctus, A-анамнесис, E—эпиклеза, J—интерцессия), в восточно-сирийском (халдейском) обряде она следует между анамнесисом и эпиклезой (тип PSAJE), в александрийской (коптской) традиции она расположена в очень необычном месте — между префацией и Санктусом (тип PJSAE, во всех прочих обрядах Санктус следует непосредственно за префацией). В традиционном
римском каноне существуют две интерцессии, следующие перед и после анамнесиса с установительными словами.

## Западные литургии
Характерная особенность древнего римского канона — две интерцессии, обрамляющие анамнесис с установительными словами. В первой акцент сделан на молитву о Церкви, включая поминовение Папы и правящего епископа и молитву за живых, во второй — на поминовение мёртвых. В обеих интерцессиях присутствуют списки святых, в первой интерцессии поминается также Приснодева Мария. Исторически вторая интерцессия с поминовением мёртвых в римском обряде присутствовала только в чине заупокойных месс, однако впоследствии вошла в чинопоследование регулярных литургий.
Первая интерцессия римского канона:
Помяни, Господи, чад Твоих ... и всех здесь собравшихся, чьи вера и благочестие Тебе ведомы; тех, за кого мы приносим Тебе эту жертву хваления, и приносящих её Тебе за себя и за ближних своих, во искупление душ, в надежде на спасение, и возносящих молитвы свои Тебе вечному, живому и истинному. В единстве со всею Церковью мы чтим прежде всего память славной Приснодевы Марии, Матери Бога и Господа нашего Иисуса Христа; а также блаженного Иосифа, Её Обручника, и блаженных апостолов и мучеников Твоих: Петра и Павла, Андрея (Иакова, Иоанна, Фомы, Иакова, Филиппа, Варфоломея, Матфея, Симона и Фаддея, Лина, Клета, Климента, Сикста, Корнелия, Киприана, Лаврентия, Хрисогона, Иоанна и Павла, Косьмы и Дамиана) и всех святых Твоих; их заслугами и ходатайством даруй нам во всем Твою помощь и защиту.
Вторая интерцессия римского канона:
Помяни также, Господи, в мире усопших чад Твоих, нас предваривших со знамением веры. Молим Тебя, Господи, удостой их и всех во Христе почивающих места радости, света и покоя. И нам, грешным рабам Твоим, на безмерную милость Твою уповающим, даруй участие в общении со святыми Твоими апостолами и мучениками: с Иоанном, Стефаном, Матфеем, Варнавою, Игнатием, Александром, Маркеллином, Петром, Фелицитатой, Перпетуей, Агафией, Луцией, Агнией, Цецилией, Анастасией и всеми Святыми Твоими; к лику их причти нас не по заслугам нашим, но по великому милосердию Твоему.
Реформы, прошедшие в Католической церкви после Второго Ватиканского собора, ввели в состав латинской литургии ещё три евхаристические молитвы (условно именуемые II, III и IV). В этих трёх молитвах существует только одна единая интерцессия, на которой возносится ходатайственная молитва за Церковь, живых и умерших. Находится она в конце анафоры, после анамнесиса и причастной эпиклезы:
II Евхаристическая молитва. Интерцессия
Помни, Господи, о Церкви Твоей, распространённой по всей земле, помоги возрастать ей в любви вместе с Папой нашим …, епископом нашим … и всем духовенством. Помни также братьев и сестёр наших, усопших в надежде воскресения, и всех почивших в Твоей благодати, и прими их в свет лица Твоего. Всех нас помилуй и дай нам участие в вечной жизни вместе с Пресвятой Богородицей Девой Марией, со святыми апостолами, (со святым …) и всеми святыми, от века Тебе угодившими, чтобы с ними восхвалять и прославлять Тебя через Сына Твоего, Иисуса Христа.

## Восточные литургии

### Византийский обряд
В византийском обряде используются литургия Иоанна Златоуста и литургия Василия Великого. В обеих литургиях интерцессия начинается с каждения престола и возгласа священника «Изрядно о Пресвятей, Пречистей, Преблагословенней, Славней Владычице нашей Богородице и Приснодеве Марии». Затем хор поёт Достойно есть (на литургии Иоанна Златоуста), О Тебе радуется (на Литургии Василия Великого) или иной задостойник; а священник читает тайные ходатайственные молитвы, которые начинаются с памяти Иоанна Крестителя, святых и апостолов. Далее следуют молитвенные прошения за священнослужителей, Церковь, страну и её власть, о живых и о умерших. Общим и характерным для обеих литургий византийского типа является поминание сначала святых, затем прочих непрославленных умерших и лишь потом живых.
Интерцессия литургии Иоанна Златоуста (жирным выделены возгласы священника, остальное читается тайно):
Якоже быти причащающимся во трезвение души, во оставление грехов, в приобщение Святаго Твоего Духа, во исполнение Царствия Небеснаго, в дерзновение еже к Тебе, не в суд или во осуждение.
Еще приносим Ти словесную сию службу о иже в вере почивших праотцех, отцех, патриарсех, пророцех, апостолех, проповедницех, евангелистех, мученицех, исповедницех, воздержницех и о всяком дусе праведнем, в вере скончавшемся, изрядно о Пресвятей, Пречистей, Преблагословенней, Славней Владычице нашей Богородице и Приснодеве Марии, о святем Иоанне Пророце, Предтечи и Крестители, о святых славных и всехвальных апостолех, о святем (имя рек), егоже и память совершаем, и о всех святых Твоих, ихже молитвами посети нас, Боже.
И помяни всех усопших о надежди воскресения живота вечнаго. И упокой их, идеже присещает свет лица Твоего.
Еще молим Тя, помяни, Господи, всякое епископство православных, право правящих слово Твоея истины, всякое пресвитерство, во Христе диаконство и всякий священнический чин. Еще приносим Ти словесную сию службу о вселенней, о Святей, Соборней и Апостольстей Церкви, о иже в чистоте и честнем жительстве пребывающих, о Богохранимей стране нашей, властех и воинстве ея. Даждь им, Господи, мирное правление, да и мы в тишине их тихое и безмолвное житие поживем во всяком благочестии и чистоте.
В первых помяни, Господи, Великаго Господина и Отца нашего …, Святейшаго Патриарха …, и Господина нашего Преосвященнейшаго митрополита (или: архиепископа, или: епископа; титул епархиального архиерея), ихже даруй Святым Твоим Церквам в мире, целых, честных, здравых, долгоденствующих, право правящих слово Твоея истины (на это возглас хор от имени народа возглашает: И всех и вся).

Помяни, Господи, град сей, в немже живем, и всякий град и страну и верою живущих в них. Помяни, Господи, плавающих, путешествующих, недугующих, страждущих, плененных, и спасение их. Помяни, Господи, плодоносящих и добротворящих во святых Твоих церквах и поминающих убогия и на вся ны милости Твоя низпосли.
По окончании интерцессии священник гласно возглашает завершающую доксологию:
И даждь нам единеми усты и единем сердцем славити и воспевати пречестное и великолепое Имя Твое, Отца, и Сына, и Святаго Духа, ныне и присно, и во веки веков. (хор от имени молящихся отвечает "Аминь")
и благословляет молящихся:
И да будут милости Великаго Бога и Спаса нашего Иисуса Христа со всеми вами (хор от имени молящихся отвечает "И со духом твоим").
Интерцессия Василия Великого гораздо более пространная: в ней находится место для молитвы об узниках, супругах, юношах, стариках, малодушных, расточённых, прельщённых; моления о единении Церквей, прекращении языческих и еретических соблазнов.

### Другие восточные обряды
В коптском обряде, как уже было сказано, интерцессия находится на необычном месте, между префацией и Санктусом. Интерцессия открывается словами:
И молимся и просим Тебя... Помяни, Господи, Святую и Единую, Вселенскую и Апостольскую Церковь, от концов земли до концов Её, все народы и всех пастырей их. Мир небесный даруй сердцам всех
Характерное воспоминание ангельских воинств, позволяющее осуществить плавный переход к Санктусу находится в этой литургии не в конце префации, а в конце интерцессии.
В древней халдейской литургии апостолов Фаддея и Мария, как и в Римском каноне, есть две интерцессии: одна между санктусом и анамнесисом, другая - после эпиклезы. Для восточно-сирийского обряда удвоение интерцессии являлось переходной формой, в более поздних литургиях Нестория и Феодора Мопсуестийского канон принимает уже классическую для месопотамских анафор форму: PSAJE
Заключительная интерцессия литургии Фаддея и Мария:
Христе, мир горних и великое успокоение дольних, соделай, чтобы спокойствие и мир Твой господствовали в четырех частях мира, особенно же – в Святой Соборной Церкви Твоей. Соделай, чтобы священство имело мир с царством, прекрати войны до концов земли и рассей народы, желающие войн, чтобы нам наслаждаться тихою и мирною жизнью, во всяком благочестии и страхе Божием...